# Aloeides caffrariae
The Border Copper (Aloeides caffrariae) là một bướm ngày thuộc họ Lycaenidae. Loài này có ở Nam Phi, nơi nó được tìm thấy ở coastal vùng đồng cỏ in the East Cape.
Sải cánh từ 25–30 mm đối với con đực và 26–33 mm đối với con cái. Cá thể trưởng thành mọc cánh từ tháng 10 tới tháng 3. 
Có 2 lứa mỗi năm hoặc nhiều hơn.